# Лампсакский собор
Лампса́кский собор (др.-греч. Σύνοδος ἐν Λαμψάκῳ) — поместный собор, состоявшийся в 364 году на берегу Геллеспонта в городе Лампсаке. 
Лампсакский собор был продолжением арианских споров между христианскими епископами в IV веке. В 360 году император Констанций поддержал учение омиев и последние созывают  Константинопольский собор. На соборе была принята Никская формула о подобии Сына Отцу. Решением собора были отвергнуты как Никейские, так и аномейские формулировки. Было запрещено использование слова др.-греч. ούσία («сущность») по отношению к Отцу, Сыну и Святому Духу. Также отвергались понятия др.-греч. όμοούσίος («единосущный») и  др.-греч. όμοιούσίος («подобосущный»). Константинопольский собор стал временной победой омиев над омиусианами и никейцами. Омии начинают расправляться при помощи императора со своими противниками — изгонять их с архиерейских кафедр. В 361 году император Констанций II умер. Новый император — Юлиан Отступник, который  отличался веротерпимостью от своего предшественника, возвратил епископов на свои кафедры. Противники омиев начинают собирать свои соборы, на которых отвергают учение омиев и утверждают своё вероучение. Противники омиев, которых Болотов В. В. называет «василианами», собирают два собора: первый собор — Антиохийский собор, созванный в 363 году, подтвердил Никейский символ веры, но в чисто омиусианском понимании — «единосущный» истолковывали в том смысле, что Сын рожден из существа Отца и подобен Отцу по существу; второй собор — Лампсакский собор, созванный в 364 году.
Лампсакский собор был созван по инициативе геллеспонтских, вифинских и других епископов. Когда император Валентиниан из Константинополя чрез Фракию ехал в Рим, то епископы отправили к нему своего посланника епископа Ираклейского и Пиринфского Ипатиана, чтобы император разрешил им съехаться на собор для исправления учения. Валентиниан на просьбу Ипатиана ответил: «Я принадлежу к мирянам и считаю неприличным вмешиваться в это дело. Пусть священнослужители, которым следует заботиться об этом, съедутся, куда хотят, сами по себе». Узнав об ответе, епископы собрались в Лампсаке. Собор продолжался два месяца. На соборе отменили постановления Константинопольского собора и определили возвратить кафедры епископам, лишённых Константинопольским собором.
Сократ Схоластик, а вслед за ним Болотов В. В. и Спасский А. А., пишут о том, что на соборе было господство партии македонян — епископов последователей учения Константинопольского патриарха Македония I. Спасский пишет о том, что участники Лампсакского собора в развитии вероучения не пошли вперед: осудив ариминскую веру — учение ο подобии, остановились на известном Лукиановском символе, редактированном в Антиохии, истолковав его в смысле подобия по существу, так как эта «прибавка, — говорили они, — необходима для отличения ипостасей»; в вопросе ο Святом Духе ни к какому окончательному решению участники Лампсакского собора не пришли.
Участники Лампсакского собора отправили посольство к императору Валенту в надежде придать своим постановлениям законодательный авторитет в церкви. Но Евдоксий как императора, так и придворных уже расположил в свою пользу. Поэтому прибывшим из Лампсака послам Валент сказал, чтобы они не разногласили с Евдоксием. Когда же послы стали прекословить и порицать Евдоксия за сделанный им на Константинопольский собор обман и за мнение против Селевкийских постановлений; то император разгневался и епископам повелел жить в ссылке, а церкви их отдал евдоксианам. Весной 365 года последовал рескрипт Валента, распоряжение императора приказывало городским начальникам под страхом тяжелых наказаний изгонять из городов епископов, низверженных при Констанции и восстановленных Юлианом. В Антиохии выполнение указа произошло на глазах самого Валента; Мелетий был отправлен в ссылку, Павлина же император пощадил «по причине чрезвычайной богобоязненности этого мужа». Сократ Схоластик пишет о том, что тех, кто не хотел иметь общения с Евзоием, Валент изгнал из церквей антиохийских и подверг различным мучениям и казням, а многих утопил он в близлежащей реке Оронте.
После начала гонений участники Лампсакийского собора разослали послов в разные города и направили делегацию в Рим. В делегацию вошли Евстафий Севастийский, Сильван Тарсийский и Феофил Каставальский, целью поездки был поиск поддержки на Западе: вступление в общение с Римской церковью и признание веры в единосущие Сына с Отцом.